# Alianta
Alianta är ett släkte av skalbaggar som beskrevs av Thomson 1858. Alianta ingår i familjen kortvingar.
Släktet innehåller bara arten Alianta incana.